# Max Behrendt (Politiker)
Max Behrendt (* 22. Oktober 1879 in Danzig; † 1938 ebenda) war ein deutscher Politiker (SPD).

## Leben
Behrendt lebte als Angestellter in Danzig. In der Freien Stadt Danzig war er Mitglied der SPD. Von 1919 bis 1923 war er Stadtverordneter in Danzig und 1924-[1937] Mitglied der Stadtbürgerschaft. Dort war er zuletzt Vorsitzender der SPD-Fraktion. Von August 1925 bis Oktober 1926 war er ehrenamtlicher Senator im Senat Sahm II. 1937 bis 1938 gehörte er dem Volkstag an.